# Punta de Montmaneu
La Punta de Montmaneu, també transcrita erròniament com a Montmeneu a causa d'un fenomen d'hipercorrecció (Montmaneu -no Montmeneu- és un topònim present en altres contrades catalanes, com el poble de Montmaneu a l'Anoia) és una muntanya de 495 metres que es troba al municipi de Seròs, a la comarca del Segrià.
Al cim s'hi pot trobar un vèrtex geodèsic (referència 247126001).
Aquest cim és inclòs a la llista dels 100 cims de la FEEC amb el nom de Punta de Montmeneu. 
És una muntanya aïllada de la part occidental de la Depressió Central i com que al voltant el terreny és relativament pla, aquesta muntanya és visible des de grans distàncies. Tot i que no és la muntanya més alta de la zona (el Puntal dels Escambrons és 5 m més alt), la Punta de Montmaneu és un cim emblemàtic que ofereix una vista magnífica del paisatge circumdant en dies clars.
Dins l'ambient excursionista Lleidatà, és conegut com "l'Everest del Segrià".